# لوك كوليس
لوك كوليس (بالإنجليزية: Luke Collis)‏ هو لاعب كرة قدم أمريكية أمريكي، ولد في 27 يوليو 1988 في باسادينا في الولايات المتحدة.

## روابط خارجية
- لوك كوليس على موقع كلية كرة القدم في سبورتس رفرنس.كوم (الإنجليزية)